# Csíki Sör
A Csíki Sör termékcsalád a Lixid Project SRL. tulajdonában levő csíkszentsimoni Csíki Sör Manufaktúrában gyártott sör.

## Története

### Lixid Project
A Csíki Sör elnevezést – mellyel a magyar köznyelv a helyi készítésű sört illette – a holland befektetői háttérrel is rendelkező Lixid Project Kft. (Csíki Sör Manufaktúra) többségi tulajdonosa, Lénárd András védette le 2013 októberében. 2014 novemberében megkezdték az Igazi Csíki Sör gyártását az egykori csíkszentsimoni keményítő- és szeszgyár helyén épült manufaktúrában. 2016-ban új üzemet építettek, termelési kapacitásukat négyszeresére növelve. Erdélyen kívül Magyarországon, Szlovákiában és a Vajdaságban is forgalmazza termékeit; 2016 végén a gyártási kapacitás napi 400 hektoliter volt.

### Iparjogvédelmi eljárások és politikai beavatkozás

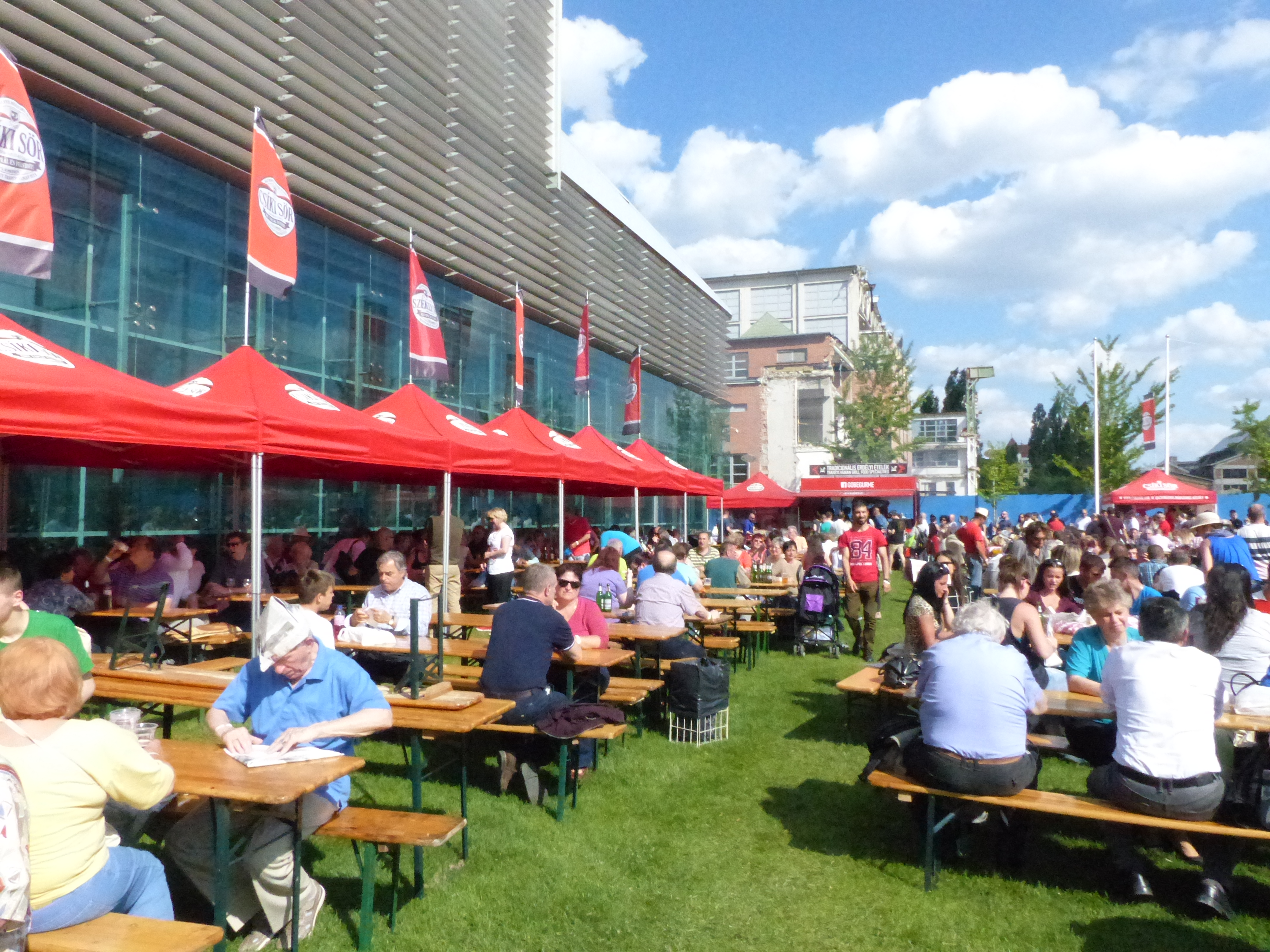
Csíki sör a III. Székely Fesztiválon

Székelyföldön régóta gyártanak egy másik olyan sört, melyet a népnyelvben szintén Csíki Sörnek neveznek. Ennek a sörnek hivatalosan Ciuc Premium a neve. A nagyüzemi gyártása a 19. század végén kezdődött, amikor a német Romfeld család felépítette a csíkszeredai sörgyárat, a város első jelentősebb ipari létesítményét. Romfeld Félix halála után a gyárat Gál Ferenc, tőle pedig a brassói Czell Frigyes és fiai vette meg. A kommunista hatalomátvétel után a gyárakat államosították, a hagyományos népi sörfőzés megszűnt. 1974-ben új sörgyár épült Csíkszereda nyugati ipari övezetében, mely kezdetben Harghita, majd 1993-tól Ciuc Premium néven gyártott sört. 2003-ban megvásárolta a Heineken.
A Ciuc Premium védjegy tulajdonosa, a Heineken Romania cég már 2014-től kezdve pereskedett, mert úgy vélte, hogy a Lixid Project az ő szellemi tulajdonát használja. A Csíki Sör szóvédjegyet támadták meg (szembeállítva a  Ciuc Premium szóvédjeggyel), valamint az ábrás védjegyet is, amit azonban már nem a Ciuc Premiummal állítottak szembe, hanem a 2014-ben Romániában bejegyzett Csíki Prémium szóvédjeggyel. A román bíróság első- és másodfokon is elutasította a keresetet. Ezenfelül az európai védjegyhivatal is elutasította a Heineken óvását. Harmadfokon viszont 2017. január 27-én a marosvásárhelyi táblabíróság azt a jogerős ítéletet hozta meg, miszerint az Igazi Csíki Sör néven forgalmazott termékek gyártását meg kell szüntetni, a meglévő készleteket pedig a forgalomból vissza kell vonni és meg kell semmisíteni. Az ítélet után a Lixid cég a korábban Igazi Csíki Sörnek nevezett terméket Igazi Tiltott Sör néven kezdte forgalmazni.
Magyarországon fideszes és jobbikos képviselők és Hódmezővásárhely önkormányzata a Heineken cég elleni bojkottra szólították fel a lakosságot, és a magyar kormány törvényjavaslatot terjesztett elő az önkényuralmi jelkép használata Magyarországon büntetőjogi szankciójának tárgykörében, melyet kormánypárti politikusok sajtónyilatkozataikban összefüggésbe hoztak a Heineken cég egyes olyan védjegyeivel, amelyek vörös csillagot is tartalmaznak.
2017. március 27-én bejelentették, hogy a Lixid cég és a Heineken Romania cég között megállapodás született. A két cég közös közleménye szerint a felek „megegyeztek abban, hogy a Ciuc és a Csíki Sör márkanevek egymás mellett békében meg fognak férni a piacon. A megegyezés része, hogy minden peres ügyet a felek egymás ellen megszüntetnek.”
A megegyezés része, hogy a Csíki Sör Manufaktúra elhagyja az „Igazi” megnevezést, így innentől Tiltott Csíki Sör márkanéven folytatják tovább. A kis sörmanufaktúra küzdelméről a New York Times is beszámolt.

## Termékei

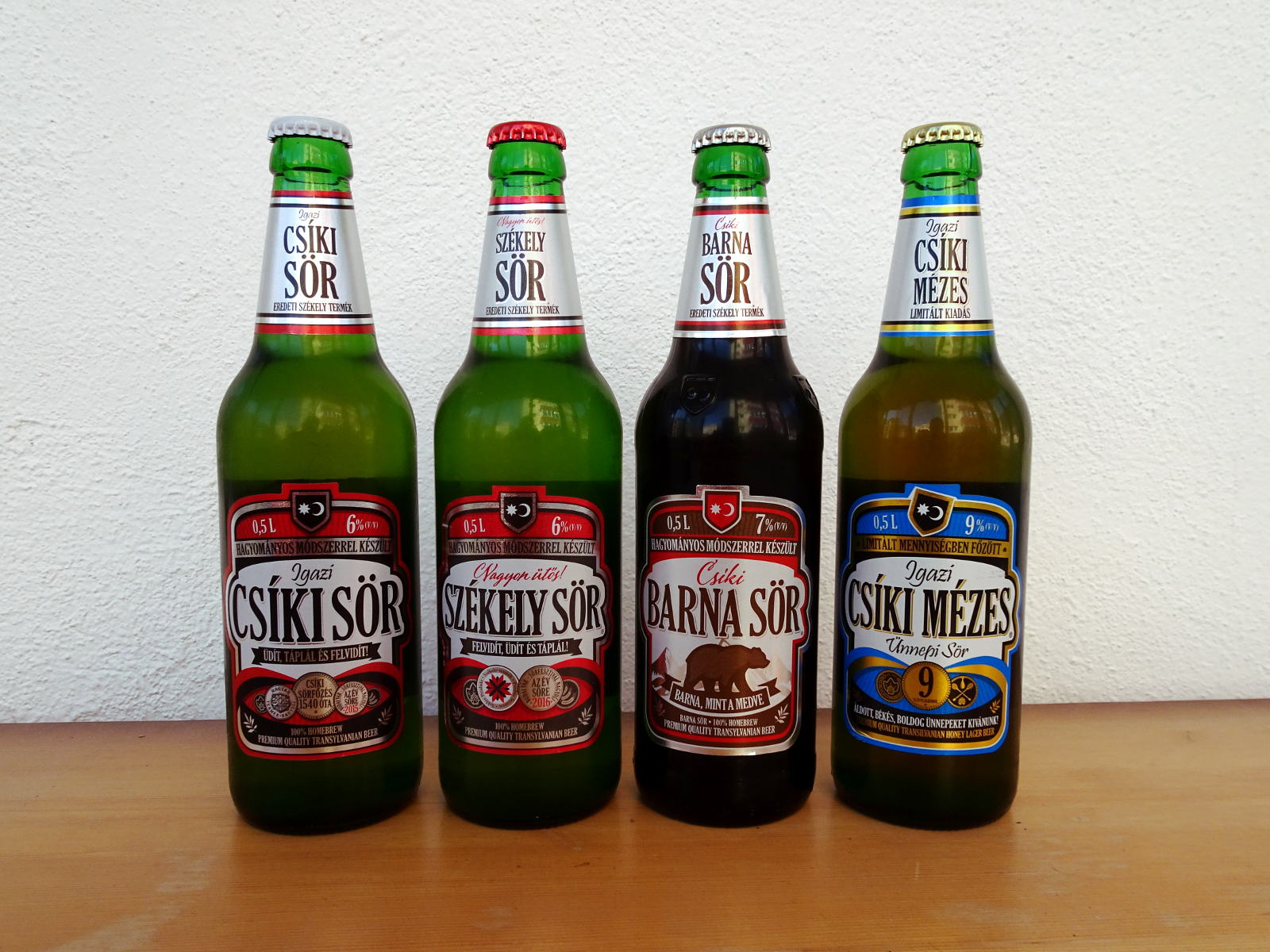
Csíki Sör termékek

2017 nyarától az alábbi termékneveken forgalmazzák söreiket:
- Tiltott Csíki Sör
- Szűretlen Tiltott Csíki Sör
- Székely Sör
- Tiltott Csíki Barna Sör
- Tiltott Csíki Mézes Sör
- Tiltott Csíki Krém Sör
- Tiltott Csíki Jégáfonya Sör
- Tiltott Csíki Vadmálna Vitaminsör
- Tiltott Csíki pIPA